# آيت مرغاد (آيت يعزم 2)
آيت مرغاد هو دُوَّار يقع بجماعة آيت يعزم، إقليم الحاجب، جهة فاس مكناس في المملكة المغربية. ينتمي الدوّار لمشيخة آيت يعزم 2 التي تضم 7 دواوير. يقدر عدد سكانه بـ 937 نسمة حسب الإحصاء الرسمي للسكان والسكنى لسنة 2004.

## وصلات خارجية
- البوابة الوطنية للجماعات الترابية
- المندوبية السامية للتخطيط